# Desigualdades en México
Las desigualdades en México, como en muchas otras partes, han estado presentes en la agenda política y se han debatido desde diferentes perspectivas. Uno de los métodos más novedosos para acercarse a este tema tan complejo en la sociedad actual es el de la "interseccionalidad" que utiliza una perspectiva multidisciplinaria y multidimensional. Para fines analíticos, las desigualdades en México pueden dividirse en legados de desigualdad [asimetrías que han persistido en nuestra sociedad y que sus miembros enfrentan de manera diferenciada actualmente] y nuevos desafíos para la equidad [nuevos desafíos que se desprenden de los cambios actuales de las sociedades].
México esta dentro del 25% con mayores niveles de desigualdad en el mundo y es uno de los dos más desiguales de la OCDE.

## ¿Qué son las desigualdades?
Las desigualdades son distribuciones inequitativas de resultados y acceso a oportunidades entre individuos o grupos. Estas distribuciones se consideran injustas cuando afectan aspectos cruciales de la vida de personas que se encuentran en desventaja en virtud de su posición social: discapacitadas, minorías raciales o étnicas, mujeres, entre muchas otras.

## ¿Cómo se estudian las desigualdades?
Una forma de estudiar las desigualdades se refiere a la interseccionalidad, según la cual las desigualdades se entrecruzan entre sí y se acumulan a lo largo de la vida de las personas. Esta perspectiva puede tratar a las desigualdades desde diversas disciplinas: la ciencia política, la demografía, la economía, los estudios ambientales, los estudios de género y la sociología, entre otras.
Hay cuatro elementos que caracterizan el estudio de las desigualdade en México desde esta perspectiva: su carácter relacional, la interseccionalidad entre sus diferentes dimensiones, la acumulación de desventajas durante el ciclo de vida y, finalmente, los desafíos impuestos por la sociedad actual para la igualdad. Alrededor del mundo, hay evidencia para demostrar que las desigualdades pueden evitarse o subsanarse con una amplia gama de intervenciones públicas como impuestos o subsidios, cuotas de minorías en las asambleas legislativas o sistemas universales de protección social.

## La desigualdad en México los últimos 50 años
Después de la Revolución Mexicana siguió el llamado “Desarrollo Estabilizador” o “Milagro Mexicano”, periodo que abarca desde 1940 y 1970, en el cual hubo un crecimiento sostenido del producto interno bruto (PIB) de alrededor de 6 % anual en promedio. Sin embargo, este gran crecimiento de la economía mexicana es engañoso cuando se divide por zonas rurales y urbanas. El crecimiento de ese periodo en zonas rurales, que representaban 58 % de la población del país, tan solo fue de un 2 % anual.  Asimismo, para el 50% más pobre el Milagro Mexicano empeoró sus condiciones de vida. En 1950 este sector contaba con el 19 % de la riqueza nacional, pero entre 1963 y 1969 se contrajo a un 15.7 %.  En cambio el 20 % más rico del país incrementó su participación en la riqueza nacional y el 5 % se benefició aún más en este mismo periodo.
De 1963 a 1977 se dio el crecimiento de la participación del cuarto y octavo decil, así como la disminución del décimo decil de 41.9 a 36.8 %. Sin embargo, en este mismo lapso la participación del primer decil pasó de 1.9 % a 0.9 %.  Tomando esto en su conjunto, se puede decir que después del “Desarrollo Estabilizador” y de la crisis de 1976, la primera de la que serían muchas en la historia de la economía mexicana, la clase media resultó la ganadora en esta nuevo acomodo. Esto hizo que en su conjunto la desigualdad se mitigara de cierta medida. De acuerdo con Enrique Hernández Laos quien ajustó los ingresos de las encuestas a Cuentas Nacionales, el índice de Gini cayó de 0.541 en 1963, a 0.498 en 1968 y a 0.4626 en 1977 debido a “un crecimiento sistemático en la participación relativa de los deciles intermedios, a costa principalmente de una reducción paulatina de la participación de los hogares de mayores ingresos”.
Por otra parte, los de datos de Encuesta Nacional de Ingresos y Gastos de los Hogares de 1977 (ENIGH 1977) realizada por la Secretaría de Programación y Presupuesto (desde 1992 incorporada íntegramente con todas sus atribuciones a la Secretaría de Hacienda y Crédito Público) y la ENIGH 1984 realizada por Instituto Nacional de Estadística y Geografía (INEGI), el índice de Gini pasó de 0.496 en 1977 a 0.465 1984.   De 1989 a 2014 el coeficiente de Gini Ingreso Total pasó de 0.483 a 0.451, mientras que en términos per cápita este pasó de 0.452 a 0.508. Asimismo, en el mismo intervalo de tiempo la Razón Ingreso medio per cápita del décimo decil vs el primer decil pasó de 23 a 22, mientras que la Razón Ingreso medio por hogar del décimo decil vs el primer decil pasó de 10 a 18.
Visto desde la óptica de la participación porcentual de ingreso total per cápita en 1989 el primer decil contaba con el 1.4 % del ingreso, mientras que el décimo decil contaba con el 36.1 %. Para 2014 la participación del primer decil fue de 1.8 % del ingreso y la del décimo decil de 39.4 %.   Por donde sea vea el tema de la desigualdad en México, es claro que este no ha tenido avances sino un estancamiento, que no ha mejorada las condiciones de vida de la gran mayoría. Cabe destacar que estos datos muestran que la gran promesa del modelo del neoliberalismo mexicano no tuvo mejor suerte que el estatismo exacerbado que lo antecedió. Esto quiere decir que el gran pilar de la Revolución Mexicana sigue siendo una deuda pendiente. La Justicia Social sigue como algo lejano para la gran mayoría de las y los habitantes de este país donde la desigualdad sigue reinando.
En la tabla se muestran la distribución del ingreso en México por deciles de 1950 a 1977 basado en el trabajo de Hernández Laos y Córdova Sánchez (1979). Aunque los datos no coinciden completamente con los estudios anteriormente citados, sí se puede apreciar una clara tendencia de estancamiento para las clases bajas y un aumento para las medias altas (deciles V a IX) sobre todo. Esto ayuda a ver como el supuesto Milagro Mexicano fue muy limitado, sobre todo para la gente más necesitada (deciles I a II) en el país, la cual terminó peor de la que comenzó.
| Deciles | 1950   | 1958   | 1963   | 1968   | 1970   | 1975   | 1977   |
| ------- | ------ | ------ | ------ | ------ | ------ | ------ | ------ |
| I       | 2.43   | 2.32   | 1.69   | 1.21   | 1.42   | 0.35   | 1.08   |
| II      | 3.17   | 3.21   | 1.97   | 2.21   | 2.34   | 1.39   | 2.21   |
| III     | 3.18   | 4.06   | 3.42   | 3.04   | 3.49   | 2.50   | 3.23   |
| IV      | 4.29   | 4.98   | 3.42   | 4.23   | 4.54   | 3.53   | 4.42   |
| V       | 4.93   | 6.02   | 5.14   | 5.07   | 5.46   | 4.96   | 5.73   |
| VI      | 5.96   | 7.49   | 6.08   | 6.46   | 8.24   | 6.57   | 7.15   |
| VII     | 7.04   | 8.29   | 7.85   | 8.28   | 8.24   | 8.52   | 9.11   |
| VIII    | 9.63   | 10.73  | 12.38  | 11.39  | 10.44  | 11.51  | 11.98  |
| IX      | 13.89  | 17.20  | 16.45  | 16.06  | 16.61  | 16.84  | 17.09  |
| X.a     | 10.38  | 10.24  | 13.04  | 14.90  | 11.52  | 43.40  | 12.54  |
| X.b     | 35.10  | 25.46  | 28.56  | 27.15  | 27.69  | 0      | 25.45  |
| Total   | 100.00 | 100.00 | 100.00 | 100.00 | 100.00 | 100.00 | 100.00 |

## Legados de desigualdad
Los legados de desigualdad se refieren a las asimetrías que han persistido en nuestra sociedad y que sus miembros enfrentan de manera diferenciada actualmente y, además, dificultan lograr un nivel de bienestar inclusivo. Las áreas centrales donde han prevalecido las desigualdades son educación, ingreso y movilidad social, y trabajo. Las disparidades en la adquisición de competencias se reflejan en los patrones de inserción en los mercados laborales, pues existen brechas en los ingresos salariales y acceso diferenciado a empleos de calidad. Además, de manera transversal, como las desigualdades se entrecruzan, las mujeres, las personas con menores ingresos y la población indígena enfrentan mayores dificultades que otros grupos para alcanzar objetivos cruciales en su curso de vida.

### Educación
El acceso a la educación secundaria se ha universalizado en la práctica, por lo que se observan niveles de desigualdad socioeconómica relativamente bajos en la matrícula en este nivel. Esta expansión del acceso significa, no obstante, que la población escolarizada tiene una composición social cada vez más heterogénea y con mayores retos de educabilidad. Como completar el nivel medio superior es requisito para acceder a educación universitaria y a empleos de calidad, en 2013 se le dio carácter obligatorio. La tasa neta de cobertura en dicho nivel, para el ciclo 2015-2016, alcanzó 59.5%. Esto se explica, sobre todo, porque muchos jóvenes que concluyen la secundaria no siguen al nivel medio superior y por la elevada tasa de deserción entre los que se inscriben [14.4% en el ciclo escolar 2014-2015]. De acuerdo a CONEVAL en 2012 De los jóvenes de 15 a 22 años que no asistieron a la escuela, 52 de cada 100 se identiﬁcaron como pobres, en comparación del grupo de jóvenes
que sí asistieron a la escuela, 38 de cada 100 alumnos son pobres; esto muestra un efecto directo de la desigualdad de educación sobre el nivel socioeconómico.
En términos de la calidad de los aprendizajes y la finalización del nivel medio superior, las desigualdades educativas siguen siendo severas. Si bien las diferencias de ingreso se han atenuado en los últimos años, todavía generan las mayores brechas en los resultados educativos. Las desigualdades entre zonas rurales y urbanas han descendido en cuanto al acceso a la educación secundaria y a terminar el nivel medio superior, pero persisten en la dimensión de aprendizajes. Las diferencias entre indígenas y no indígenas se mantienen en el acceso y la finalización y parecen haberse incrementado en el logro de aprendizajes.

### Ingreso y movilidad social
En México, las personas nacidas en pobreza siguen teniendo posibilidades muy limitadas de ascender en la escala social. La movilidad intergeneracional ascendente de ingreso es el porcentaje de quienes provienen de hogares en el grupo de ingresos más bajos [quintil 1] que han podido escalar socialmente al grupo con ingresos más altos [quintil 5)]. Si comparamos este indicador internacionalmente, México tiene una movilidad intergeneracional muy baja: Canadá 13.5%, Dinamarca 11.7%, Francia 11.2%, Suecia 11.1%, Italia 10.4%,  Reino Unido 9.1%, Estados Unidos 7.5% y México 2.1%. Además, como los ingresos laborales de los trabajadores se han estancado desde 2007, aun con talento y esfuerzo, el panorama de la movilidad es muy desalentador.
La situación es más grave para las mujeres. Ellas son más propensas a descender en la escala socioeconómica si parten de una posición privilegiada y, al mismo tiempo, las que nacen en hogares con pobreza tienen mayor probabilidad de mantenerse en condiciones de marginación en su vida adulta. En México, sobre todo por la baja tasa de participación laboral femenina, las mujeres dependen en gran medida del ingreso de su pareja o familiares. Además, por la brecha salarial, las mujeres que trabajan reciben menores ingresos en promedio que los hombres.

### Trabajo
En México, entre 2000 y 2017, las oportunidades para acceder a empleos de calidad han disminuido. La precariedad laboral se revela en tres datos contundentes: la proporción de trabajadores subordinados que ganan menos de un salario mínimo aumentó de un poco menos del 15% a casi 25% [aumento de más del 50%], la fracción con seguridad social no ha crecido [se mantuvo en alrededor del 50%] y la de quienes trabajan sin contrato se ha mantenido muy alta [alrededor de 45%].
A partir de la recesión de 2008, los salarios se han deteriorado para las personas con alta escolaridad y para los empleadores, sin una mejora sustancial en los ingresos de los otros grupos; desde la crisis, hemos presenciado una continua convergencia salarial a la baja. Las personas que laboraban en condiciones de formalidad y aquellas en el sector informal mejoraron sus ingresos hasta la recesión económica, a partir de entonces hemos observado un deterioro en las remuneraciones de los trabajadores formales.

## Nuevos desafíos para la equidad
A las desigualdades que han prevalecido en México a través del tiempo se suman nuevos desafíos que se desprenden de los cambios actuales de las sociedades. Dos procesos imponen serios retos a la igualdad en México actualmente: la migración de retorno y el cambio climático. Las personas que regresan a México después de vivir en Estados Unidos son un grupo heterogéneo que se enfrenta a un contexto desigual y, por tanto, se reincorpora de formas distintas a las esferas social, económica y laboral. La exposición a fenómenos asociados al cambio climático, como incrementos en la temperatura, la precipitación o el nivel del mar, es muy heterogénea en México. Esta asimetría en la exposición interactúa, además, con la variación en la disponibilidad de recursos que la población tiene para adaptarse y, en consecuencia, tiende a profundizar las desigualdades sociales preexistentes en el territorio, y entre hombres y mujeres.

### Migración de retorno
El flujo migratorio de México a Estados Unidos ha cambiado su naturaleza desde la última década: de ser circular, estacionario en medios rurales y predominantemente masculino, a otra donde se incorporaron mujeres y familias, con trabajos no agrícolas en medios urbanos y estancias más permanentes. La recesión económica de 2008 y el aumento de las deportaciones en los últimos años, derivadas de un endurecimiento de la política migratoria de los Estados Unidos, también han influido en esta transformación.
El volumen del flujo migratorio de Estados Unidos a México ha aumentado notablemente en los últimos años, incluyendo a mexicanos que regresan después de varios años y a sus familiares menores nacidos en Estados Unidos. Los migrantes de retorno son un grupo heterogéneo en términos de sus niveles de educación, habilidades adquiridas y experiencia laboral, lo cual plantea desafíos complejos para su integración exitosa en México. Se estima que el número de mexicanos que retornaron desde Estados Unidos se triplicó entre 2000 y 2010, pasando de alrededor de 266 mil a 824 mil. En 2015 este número descendió a alrededor de 442 mil.
La mayoría de los migrantes de retorno labora de manera asalariada y tienen dificultades para encontrar empleo, particularmente en el caso de los varones. Además, recientemente ocurre una creciente disociación entre el retorno y el origen migratorio, así como una diversificación en los lugares de destino, que ahora incluyen municipios con mayores rezagos sociales. La reintegración puede complicarse por lo menos por dos razones: (a) las redes sociales de los retornados pueden haberse debilitado después de estancias prolongadas en el extranjero y (b) el retorno a comunidades marginadas implica disponer de pocas oportunidades laborales y empleos de calidad escasos.

### Cambio Climático
El cambio climático tiene múltiples y profundas implicaciones para el bienestar de la población, incluyendo variaciones en la precipitación, la temperatura y la humedad que incidirán sobre la producción de alimentos y las condiciones de salud, así como cambios en los océanos que afectarán el nivel del mar, la vida marina y las zonas costeras. Las desigualdades ante el cambio climático se construyen en la intersección entre las diferencias en la exposición a riesgos ambientales crecientes y las desventajas sociales, económicas e institucionales de algunos grupos. Las personas en desventaja tienden a estar más expuestas a los riesgos, carecen de mecanismos de protección y adaptación, además de que sus pérdidas relativas son mayores y con efectos más duraderos.
Para 2040, cerca de 3 millones de personas más estarán expuestas a altas temperatura bajo un escenario de emisiones conservador. El crecimiento en la exposición a este riesgo climático resulta de combinar el cambio en la temperatura con la distribución espacial de la población; esto, a su vez, se combina con la estructura de desigualdades de la sociedad.

## Desigualdades en el territorio
Tanto los legados de desigualdad como los nuevos desafíos para la equidad atraviesan el territorio, en particular, estados y municipios. Existen profundas asimetrías espaciales en las oportunidades educativas, laborales y de movilidad social en México:
- La distribución de la infraestructura educativa en el territorio revela las prioridades en el ejercicio del gasto y ha puesto en desventaja a ciertas comunidades respecto a otras.
- diferencias entre los mercados laborales implican, por ejemplo, que el ingreso laboral mediano de una persona trabajadora sea del doble en Nuevo León que en Chiapas.
- La calidad del empleo también varía entre las entidades: en Sonora casi 6 de 10 personas tienen acceso a la seguridad social, mientras en Puebla poco menos de 3 de 10 tienen este beneficio.
- Los riesgos derivados del cambio climático, como sequías o inundaciones, tendrán efectos territoriales diferenciados y generarán nuevas desigualdades, en particular, en el sur y sureste de México.

## Programas sociales
El Consejo Nacional de Evaluación de la Política de Desarrollo Social ofrece el siguiente resumen del número de programas sociales en cada entidad federativa:
| Estado               | Alimentación | Bienestar Económico | Educación | No discriminación | Salud | Seguridad Social | Medio ambiente | Trabajo | Vivienda |
| Aguascalientes       | 2            | 10                  | 2         | 2                 | 1     | 10               | 0              | 6       | 0        |
| Baja California      | 2            | 16                  | 23        | 2                 | 19    | 6                | 9              | 0       | 2        |
| Baja California Sur  | 1            | 3                   | 6         | 3                 | 4     | 1                | 3              | 1       | 2        |
| Campeche             | 0            | 15                  | 9         | 7                 | 3     | 2                | 0              | 2       | 1        |
| Chiapas              | 0            | 11                  | 2         | 1                 | 3     | 0                | 2              | 0       | 0        |
| Chihuahua            | 2            | 7                   | 1         | 3                 | 1     | 1                | 0              | 0       | 1        |
| Ciudad de México     | 10           | 8                   | 15        | 11                | 7     | 4                | 2              | 6       | 4        |
| Coahuila de Zaragoza | 9            | 3                   | 9         | 5                 | 12    | 0                | 0              | 0       | 1        |
| Colima               | 3            | 15                  | 9         | 5                 | 2     | 1                | 0              | 1       | 4        |
| Durango              | 1            | 9                   | 4         | 3                 | 3     | 0                | 0              | 3       | 6        |
| Estado de México     | 9            | 4                   | 18        | 1                 | 8     | 2                | 3              | 10      | 6        |
| Guanajuato           | 6            | 17                  | 46        | 5                 | 8     | 2                | 2              | 4       | 3        |
| Guerrero             | 10           | 15                  | 10        | 3                 | 3     | 1                | 1              | 2       | 1        |
| Hidalgo              | 2            | 10                  | 2         | 2                 | 1     | 10               | 0              | 6       | 0        |
| Jalisco              | 3            | 13                  | 18        | 7                 | 1     | 1                | 0              | 3       | 0        |
| Michoacán de Ocampo  | 1            | 15                  | 17        | 0                 | 10    | 0                | 1              | 0       | 1        |
| Morelos              | 2            | 6                   | 9         | 7                 | 13    | 0                | 1              | 10      | 1        |
| Nayarit              | 5            | 6                   | 7         | 0                 | 4     | 0                | 0              | 2       | 0        |
| Nuevo León           | 1            | 6                   | 5         | 3                 | 5     | 0                | 0              | 0       | 1        |
| Oaxaca               | 7            | 19                  | 23        | 9                 | 7     | 0                | 6              | 5       | 4        |
| Puebla               | 12           | 5                   | 3         | 8                 | 3     | 0                | 0              | 1       | 5        |
| Querétaro            | 3            | 12                  | 13        | 2                 | 2     | 0                | 1              | 2       | 3        |
| Quintana Roo         | 2            | 20                  | 2         | 5                 | 5     | 0                | 0              | 3       | 6        |
| San Luis Potosí      | 1            | 7                   | 12        | 3                 | 8     | 1                | 4              | 1       | 5        |
| Sinaloa              | 2            | 18                  | 11        | 7                 | 13    | 0                | 4              | 16      | 3        |
| Sonora               | 3            | 9                   | 16        | 2                 | 9     | 0                | 1              | 2       | 15       |
| Tabasco              | 1            | 10                  | 2         | 3                 | 2     | 0                | 1              | 1       | 4        |
| Tamaulipas           | 7            | 12                  | 1         | 2                 | 1     | 2                | 1              | 4       | 2        |
| Tlaxcala             | 7            | 15                  | 4         | 0                 | 1     | 0                | 0              | 2       | 3        |
| Veracruz             | 3            | 3                   | 3         | 1                 | 1     | 1                | 5              | 3       | 3        |
| Yucatán              | 6            | 31                  | 29        | 11                | 31    | 1                | 5              | 1       | 3        |
| Zacatecas            | 3            | 10                  | 6         | 6                 | 3     | 4                | 0              | 7       | 3        |

## Pobreza
El Consejo Nacional de Evaluación de la Política de Desarrollo Social ofrece el siguiente resumen de la población en situaciones de pobreza o vulnerabilidad, en el año 2018, en cada entidad federativa:
| Estado               | Población en situación de pobreza | Población en situación de pobreza extrema | Población vulnerable por ingresos | Población vulnerable por carencias sociales | Población no pobre y no vulnerable | Total             |
| Aguascalientes       | 351,500 (26.2%)                   | 15,600 (1.2%)                             | 138,000 (10.3%)                   | 387,800 (29.6%)                             | 455,300 (33.9%)                    | 1,348,200 (100%)  |
| Baja California      | 848,400 (23.3%)                   | 59,300 (1.6%)                             | 264,400 (6.8%)                    | 1,450,800 (39.8%)                           | 1,102,500 (30.2%)                  | 3,725,400 (100%)  |
| Baja California Sur  | 151,700 (18.1%)                   | 12,600 (1.5%)                             | 39,200 (4.7%)                     | 363,500 (43.3%)                             | 285,300 (34%)                      | 852,300 (100%)    |
| Campeche             | 440,400 (46.2%)                   | 93,000 (9.8%)                             | 43,800 (4.6%)                     | 303,200 (31.8%)                             | 164,900 (17.3%)                    | 1,045,300 (100%)  |
| Chiapas              | 4,176,660 (76.4%)                 | 1,623,300 (29.7%)                         | 136,800 (2.5%)                    | 822,000 (15%)                               | 329,900 (6%)                       | 7,088,660 (100%)  |
| Chihuahua            | 1,005,700 (26.3%)                 | 99,800 (2.6%)                             | 391,900 (10.2%)                   | 1,228,400 (32.1%)                           | 1,200,900 (31.4%)                  | 3,926,700 (100%)  |
| Ciudad de México     | 2,682,700 (30.6%)                 | 153,300 (1.7%)                            | 681,700 (7.8%)                    | 2,490,800 (28.4%)                           | 2,926,100 (33.3%)                  | 8,934,600 (100%)  |
| Coahuila de Zaragoza | 646,600 (21%)                     | 44,500 (1.4%)                             | 346,000 (11.3%)                   | 840,700 (27.4%)                             | 1,195,700 (38.9%)                  | 3,073,500 (100%)  |
| Colima               | 235,600 (30.9%)                   | 18,200 (2.4%)                             | 41,300 (5.4%)                     | 268,900 (35.2%)                             | 217,500 (28.5%)                    | 781,500 (100%)    |
| Durango              | 680,000 (37.3%)                   | 40,400 (2.2%)                             | 186,900 (10.3%)                   | 492,900 (27.1%)                             | 460,900 (25.3%)                    | 1,861,100 (100%)  |
| Estado de México     | 7,546,500 (42.7%)                 | 865,700 (4.9%)                            | 1,541,400 (8.7%)                  | 4,968,400 (28.1%)                           | 3,610,500 (20.4%)                  | 18,531,500 (100%) |
| Guanajuato           | 2,587,800 (43.4%)                 | 253,300 (4.2%)                            | 445,600 (7.5%)                    | 1,755,000 (29.4%)                           | 1,176,500 (19.7%)                  | 6,218,200 (100%)  |
| Guerrero             | 2,412,200 (66.5%)                 | 971,400 (26.5%)                           | 110,400 (3%)                      | 843,300 (23.2%)                             | 263,200 (7.3%)                     | 4,600,500 (100%)  |
| Hidalgo              | 1,311,100 (43.8%)                 | 181,500 (6.1%)                            | 113,600 (3.8%)                    | 1,162,100 (38.9%)                           | 403,500 (13.5%)                    | 3,171,800 (100%)  |
| Jalisco              | 2,337,600 (28.4%)                 | 244,500 (3%)                              | 629,700 (7.7%)                    | 3,002,700 (36.5%)                           | 2,252,600 (27.4%)                  | 8,467,100 (100%)  |
| Michoacán de Ocampo  | 2,161,900 (46%)                   | 284,400 (6.1%)                            | 228,700 (4.9%)                    | 1,634,400 (34.8%)                           | 670,300 (14.3%)                    | 4,979,700 (100%)  |
| Morelos              | 1,013,300 (50.8%)                 | 147,000 (7.4%)                            | 114,400 (5.7%)                    | 586,800 (29.4%)                             | 279,600 (14%)                      | 2,141,100 (100%)  |
| Nayarit              | 451,000 (34.8%)                   | 76,200 (5.9%)                             | 63,500 (4.9%)                     | 466,100 (35.9%)                             | 316,400 (24.4%)                    | 1,373,200 (100%)  |
| Nuevo León           | 773,000 (14.5%)                   | 25,200 (0.5%)                             | 350,100 (6.6%)                    | 1,832,700 (34.4%)                           | 2,365,400 (44.5%)                  | 5,346,400 (100%)  |
| Oaxaca               | 2,354,400 (66.4%)                 | 951,800 (23.3%)                           | 107,800 (2.6%)                    | 920,900 (22.5%)                             | 348,000 (8.5%)                     | 4,682,900 (100%)  |
| Puebla               | 3,763,700 (58.9%)                 | 551,900 (8.6%)                            | 391,200 (6.1%)                    | 1,483,900 (23.2%)                           | 749,300 (11.7%)                    | 6,940,000 (100%)  |
| Querétaro            | 579,200 (27.6%)                   | 41,200 (2%)                               | 133,200 (6.3%)                    | 798,400 (38%)                               | 589,200 (28.1%)                    | 2,141,200 (100%)  |
| Quintana Roo         | 474,800 (27.6%)                   | 59,800 (3.5%)                             | 70,500 (4.1%)                     | 710,000 (41.2%)                             | 467,300 (27.1%)                    | 1,782,400 (100%)  |
| San Luis Potosí      | 1,229,000 (43.4%)                 | 207,600 (7.3%)                            | 208,900 (7.4%)                    | 784,800 (27.7%)                             | 609,200 (21.5%)                    | 3,039,500 (100%)  |
| Sinaloa              | 946,900 (30.9%)                   | 82,300 (2.7%)                             | 198,500 (6.5%)                    | 1,059,100 (34.5%)                           | 861,900 (28.1%)                    | 3,148,700 (100%)  |
| Sonora               | 863,000 (28.2%)                   | 80,600 (2.6%)                             | 267,100 (8.7%)                    | 921,300 (30.1%)                             | 1,010,500 (33%)                    | 3,142,500 (100%)  |
| Tabasco              | 1,320,200 (53.6%)                 | 302,500 (12.3%)                           | 62,100 (2.5%)                     | 821,800 (33.4%)                             | 256,800 (10.4%)                    | 2,763,400 (100%)  |
| Tamaulipas           | 848,400 (23.3%)                   | 59,300 (1.6%)                             | 264,400 (6.8%)                    | 1,450,800 (39.8%)                           | 1,102,500 (30.2%)                  | 3,725,400 (100%)  |
| Tlaxcala             | 645,800 (48.4%)                   | 41,700 (3.1%)                             | 101,900 (7.6%)                    | 382,000 (28.6%)                             | 205,200 (15.4%)                    | 1,032,800 (100%)  |
| Veracruz             | 5,088,600 (61.8%)                 | 1,457,900 (17.7%)                         | 506,300 (6.1%)                    | 1,742,000 (21.1%)                           | 899,900 (10.9%)                    | 9,694,700 (100%)  |
| Yucatán              | 900,500 (40.8%)                   | 147,100 (6.7%)                            | 120,900 (5.5%)                    | 734,700 (33.3%)                             | 451,100 (20.4%)                    | 2,354,300 (100%)  |
| Zacatecas            | 755,200 (46.8%)                   | 54,400 (3.4%)                             | 124,800 (7.7%)                    | 463,900 (28.7%)                             | 271,100 (16.8%)                    | 1,669,400 (100%)  |

- Población en situación de pobreza: Una persona se encuentra en situación de pobreza cuando tiene al menos una carencia social (en los seis indicadores de rezago educativo, acceso a servicios de salud, acceso a la seguridad social, calidad y espacios de la vivienda, servicios básicos en la vivienda y acceso a la alimentación) y su ingreso es insuficiente para adquirir los bienes y servicios que requiere para satisfacer sus necesidades alimentarias y no alimentarias.
- Población en situación de pobreza extrema: Una persona se encuentra en situación de pobreza extrema cuando tiene tres o más carencias, de seis posibles, dentro del Índice de Privación Social y que, además, se encuentra por debajo de la línea de bienestar mínimo. Las personas en esta situación disponen de un ingreso tan bajo que, aun si lo dedicase por completo a la adquisición de alimentos, no podría adquirir los nutrientes necesarios para tener una vida sana.
- Población vulnerable por ingresos: La pobreza por ingresos consiste en comparar los ingresos de las personas con los valores monetarios de diferentes líneas alimentaria, capacidades y patrimonio.
- Población vulnerable por carencias sociales: Aquella población que no presenta carencias sociales pero cuyo ingreso es inferior o igual a la línea de bienestar.
- Población no pobre y no vulnerable: Aquella población cuyo ingreso es superior a la línea de bienestar y que no tiene ninguna de las carencias sociales que se utilizan en la medición de la pobreza.

## Indicadores de Carencia Social  (2018)[19]
| Estado               | Rezago educativo         | Acceso a los servicios de salud | Acceso a la seguridad social | Acceso a la alimentación | Calidad y espacios de la vivienda | Acceso a los servicios básicos en la vivienda |
| Aguascalientes       | 175,500 (13.1%)          | 153,100 (11.4%)                 | 568,200 (42.3%)              | 174,400 (13%)            | 61,500 (4.6%)                     | 33,400 (2.5%)                                 |
| Baja California      | 511,600 (14%)            | 615,100 (16.9%)                 | 1,650,600 (45.2%)            | 516,200 (14.1%)          | 345,400 (9.5%)                    | 326,100. (8.9%)                               |
| Baja California Sur  | 102,000 (12.1%)          | 90,200 (10.7%)                  | 344,800 (41.1%)              | 149,800 (17.8%)          | 119,000 (14.2%)                   | 111,300 (13.2%)                               |
| Campeche             | 164,200 (17.2%)          | 111,400 (11.7%)                 | 586,100 (61.5%)              | 261,300 (27.4%)          | 157,400 (16.5%)                   | 371,300 (39%)                                 |
| Chiapas              | 1,594,800 (29.2%)        | 961,100 (17.6%)                 | 4,567,500 (83.6%)            | 1,220,700 (22.3%)        | 1,288,600 (23.6%)                 | 3,120,200 (57.1%)                             |
| Chihuahua            | 579,000 (15.1%)          | 432,700 (11.3%)                 | 1,610,900 (42.1%)            | 677,400 (17.7%)          | 267,100 (7%)                      | 192,100 (5%)                                  |
| Ciudad de México     | 712,900 (8.1%)           | 1,761,300 (20.1%)               | 4,245,500 (48.3%)            | 1,218,000 (13.9%)        | 445,900 (5.1%)                    | 256,300 (2.9%)                                |
| Coahuila de Zaragoza | 358,700 (11.7%)          | 405,700 (13.2%)                 | 933,300 (30.4%)              | 561,400 (18.3%)          | 136,400 (4.4%)                    | 119,300 (3.9%)                                |
| Colima               | 127,000 (16.6%)          | 82,700 (10.8%)                  | 373,200 (48.9%)              | 165,000 (21.6%)          | 71,700 (9.4%)                     | 80,400 (10.5%)                                |
| Durango              | 246,900 (13.6%)          | 237,800 (13.1%)                 | 875,700 (48.1%)              | 341,700 (18.8%)          | 487,000 (4.8%)                    | 103,000 (5.7%)                                |
| Estado de México     | 2,272,000 (12.9%)        | 3,489,900 (19.8%)               | 10,461,500 (59.2%)           | 3,505,800 (19.8%)        | 1,704,500 (9.6%)                  | 1,825,200 (10.3%)                             |
| Guanajuato           | 1,134,400 (19%)          | 814,800 (13.7%)                 | 3,403,700 (57.1%)            | 1,234,200 (20.7%)        | 542,100 (9.1%)                    | 712, 600 (11.9%)                              |
| Guerrero             | 859,600 (23.7%)          | 500,100 (13.8%)                 | 2,743,000 (75.6%)            | 1,290,300 (35.6%)        | 1,046,200 (28.8%)                 | 2,126,600 (58.6%)                             |
| Hidalgo              | 523,400 (17.5%)          | 431,600 (14.4%)                 | 2,117,500 (70.8%)            | 1679,800 (22.7%)         | 291,700 (9.8%)                    | 766,400 (25.6%)                               |
| Jalisco              | 1,398,500 (17%)          | 1,591,200 (19.4%)               | 4,093,900 (49.8%)            | 31,242,400 (15.1%)       | 581,900 (7.1%)                    | 667,700 (8.1%)                                |
| Michoacán de Ocampo  | 1,134,300 (24.2%)        | 995,100 (21.2%)                 | 3,262,200 (69.5%)            | 988,800 (21.2%)          | 595,600 (12.7%)                   | 829,700 (17.7%)                               |
| Morelos              | 337,100 (16.9%)          | 335,300 (16.8%)                 | 1,326,200 (66.5%)            | 490,400 (24.6%)          | 225,200 (11.3%)                   | 387,400 (19.9%)                               |
| Nayarit              | 220,700 (17%)            | 177,100 (13.7%)                 | 727,300 (56.1%)              | 245,200 (18.9%)          | 154,000 (11.9%)                   | 223,400 (17.2%)                               |
| Nuevo León           | 538,100 (10.1%)          | 689,600 (13%)                   | 1,839,700 (34.6%)            | 648,900 (12.2%)          | 162,700 (3.1%)                    | 127,000 (2.4%)                                |
| Oaxaca               | 1,107,200 (27.1%)        | 665,100 (16.3%)                 | 3,116,000 (76.2%)            | 1,142,200 (27.9%)        | 1,027.600 (25.1%)                 | 2,384,400 (58.3%)                             |
| Puebla               | 1,241,800 (19.4%)        | 1,328,900 (20.8%)               | 34,604,100 (72.1%)           | 1,331,400 (20.8%)        | 744,700 (11.7%)                   | 1,692,100 (26.5%)                             |
| Querétaro            | 310,300 (14.8%)          | 248,500 (11.8%)                 | 1,106,000 (52.7%)            | 291,300 (13.9%)          | 178,000 (8.5%)                    | 266,100 (12.7%)                               |
| Quintana Roo         | 259,100 (15%)            | 269,300 (15.6%)                 | 891,200 (51.7%)              | 7308,700 (17.9%)         | 361,500 (21%)                     | 375,100 (21.8%)                               |
| San Luis Potosí      | 479,500 (16.9%)          | 253,600 (9%)                    | 21,572,200 (55.5%)           | 480,000 (17%)            | 6242,800 (8.6%)                   | 747,800 (26.4%)                               |
| Sinaloa              | 506,700 (16.5%)          | 403,600 (13.2%)                 | 1,392,300 (45.3%)            | 752,000 (24.5%)          | 260,700 (8.5%)                    | 457,400 (14.9%)                               |
| Sonora               | 350,000 (11.4%)          | 386,800 (12.6%)                 | 1,255,100 (41%)              | 659,300 (21.5%)          | 265,400 (8.6%)                    | 328,300 (10.7%)                               |
| Tabasco              | 404,900 (16.5%)          | 311,300 (12.6%)                 | 1,699,300 (69.1%)            | 1,151,100 (46.8%)        | 302,200 (12.3%)                   | 1,151,100 (46.8%)                             |
| Tamaulipas           | 528,500 (14.4%)          | 5440,000 (12%)                  | 1,592,400 (43.4%)            | 614,500 (16.7%)          | 282,600 (7.7%)                    | 326,600 (8.9%)                                |
| Tlaxcala             | Tlaxcala 175,100 (13.1%) | 183,400 (13.7%)                 | 904,800 (67.8%)              | 270,100 (20.2%)          | 116,300 (8.7%)                    | 135,200 (10.1%)                               |
| Veracruz             | 2,055,600 (25%)          | 1,379,300 (16.7%)               | 5,561,300 (67.5%)            | 2,222,300 (27%)          | 1,389,400 (16.9%)                 | 3,466,300 (42.1%)                             |
| Yucatán              | 434,900 (19.7%)          | 310,400 (14.1%)                 | 1,221,500 (55.3%)            | 428,300 (19.4%)          | 299,600 (13.6%)                   | 845,500 (38.4%)                               |
| Zacatecas            | 286,700 (17.8%)          | 188,700 (11.7%)                 | 1,011,700 (62.6%)            | 268,700 (16.6%)          | 87,500 (5.4%)                     | 168,700 (10.4%)                               |

- Rezago educativo:: la persona se considera como no carente sólo si está en edad escolar y asiste a la escuela o si de acuerdo a su edad ha concluido la primaria o secundaria.
- Acceso a los servicios de salud: El indicador toma en consideración que las personas cuenten con adscripción o derecho a recibir servicios médicos de alguna de las siguientes instituciones:
- Seguro Popular, Servicios médicos del IMSS, Servicios médicos del ISSSTE o ISSSTE estatal, Servicios médicos de Pemex, Ejército, Marina u otra institución pública o privada.
- Acceso a la seguridad social: Que la población económicamente activa (PEA) asalariada tenga todas y cada una de las siguientes prestaciones laborales: Servicio médico en el IMSS, ISSSTE, ISSSTE estatal o PEMEX; Sistema de Ahorro para el Retiro (SAR) o inscripción a una Administradora de Fondos para el Retiro (AFORE), e Incapacidad laboral con goce de sueldo.
- Que la población trabajadora no asalariada o independiente tenga como prestación laboral o contratación voluntaria los siguientes dos beneficios: Servicios médicos en el IMSS, ISSSTE, ISSSTE estatal o PEMEX, y Disponga de SAR o inscripción a una AFORE. Que la persona reciba jubilación o pensión, independientemente de su edad. Que las personas de 65 años y más sean beneficiarias de algún programa de adultos mayores de transferencias monetarias. Que las siguientes personas con parentesco directo con algún familiar, con acceso a la seguridad social, tengan derecho a recibir servicios médicos: Jefe de hogar o cónyuge que no pertenezca a la PEA, Ascendentes: padre, madre o suegros del jefe de hogar o cónyuge que no pertenezcan a la PEA., Descendientes: hijos menores de dieciséis años, o hijos entre dieciséis y veinticinco años que estén estudiando. Las personas que gozan de alguna jubilación, pensión o que reciben servicios médicos en el IMSS, ISSSTE, ISSSTE estatal o PEMEX por parte de algún familiar, o como consecuencia de muerte de una persona asegurada o por contratación propia
- Acceso a la alimentación: En los hogares donde sólo residen adultos, se valora si en los últimos tres meses por falta de dinero o recursos algún integrante del hogar: tuvo una alimentación basada en muy poca variedad de alimentos, dejó de desayunar, comer o cenar, comió menos de lo que piensa debía comer, se quedó sin comida, sintió hambre pero no comió, comió una vez al día o dejó de comer todo un día.
- Calidad y espacios de la vivienda: que la vivienda cuente con materiales de construcción y espacios con las siguientes características: Piso firme de cemento o con recubrimiento (laminado, mosaico, madera), el material de techos sea losa de concreto o viguetas con bovedilla, madera, terrado con viguería, lámina metálica, de asbesto, palma, teja, o de calidad superior, el material de muros sea tabique, ladrillo, block, piedra, concreto, madera, adobe, o de calidad superior y que el número de personas por cuarto —contando la cocina pero excluyendo pasillos y baños— (hacinamiento) sea menor a 2.5.
- Acceso a los servicios básicos en la vivienda: que la vivienda cuente con todos los servicios básicos con las siguientes características: Agua entubada dentro de la vivienda o fuera de la vivienda pero dentro del terreno, drenaje conectado a la red pública o a una fosa séptica, electricidad obtenida del servicio público, de panel solar o de otra fuente, planta particular, y que el combustible para cocinar sea gas LP o gas natural, electricidad, y si es leña o carbón que la cocina cuente con chimenea.

## Desigualdades de género
Asimismo, tanto los legados de desigualdad como los nuevos desafíos para la equidad atraviesan al género, pues afectan de manera diferenciada a hombres y mujeres:
- En México, una mujer suele tener menos oportunidades de ascender en la escala social y es más vulnerable a riesgos de diversa índole que un hombre con las mismas condiciones.
- Las expectativas sociales sobre las ocupaciones consideradas femeninas y masculinas son un obstáculo para que las mujeres adquieran educación pertinente que les permita insertarse en el mercado laboral en condiciones dignas.
- Una quinta parte de las mexicanas con estudios universitarios, más de un millón, no tiene una ocupación remunerada y se dedica principalmente a trabajos de cuidado.
- La vulnerabilidad asociada al cambio climático afectará a las mujeres de manera desproporcionada, por ejemplo, en cuanto a la pérdida de tierras y propiedades; en particular en los lugares donde las mujeres tienen restricciones en derechos de propiedad o dependen de los bienes comunitarios.

## Discusión
A continuación se presentan una serie de puntos, derivados del estudio interseccional de las desigualdades en México, alrededor de los cuales se puede discutir para enriquecer el estudio de las desigualdades:
- En el estudio de los legados encontramos que el cierre de brechas en aprendizajes e ingresos laborales no siempre implica necesariamente una mejora sustancial en la situación de los grupos con mayores rezagos.
- Las implicaciones de este análisis revelan que sin considerar las características del hogar de origen o su esfuerzo, los mexicanos enfrentamos oportunidades muy desiguales en cuanto al logro educativo, los salarios o la movilidad social por el simple y azaroso hecho de nacer en una entidad o municipio determinado.
- Con independencia de las características de origen de la persona, su talento o esfuerzo, las mujeres en México experimentan oportunidades desiguales en cuanto a educación superior, salario y trabajo dignos; además, las mujeres se ocupan de la mayor parte de los trabajos de cuidado no remunerado.
- Es necesario que el tema de las desigualdades ocupe un lugar prioritario en la agenda pública y que tomemos acciones para lograr que los derechos que la Constitución otorga a todas las personas nacidas en México se traduzca en oportunidades de vida verdaderas. Sin embargo, hay gran heterogeneidad entre los partidos políticos en cuanto a la atención que dedican al tema. Sus propuestas de política para atender las desigualdades no están no están articuladas, tampoco atienden las diversas dimensiones de la desigualdad o sus interacciones, y lamentablemente no se presentan con el detalle necesario para evaluar su pertinencia y factibilidad.